# Lunokhod 3

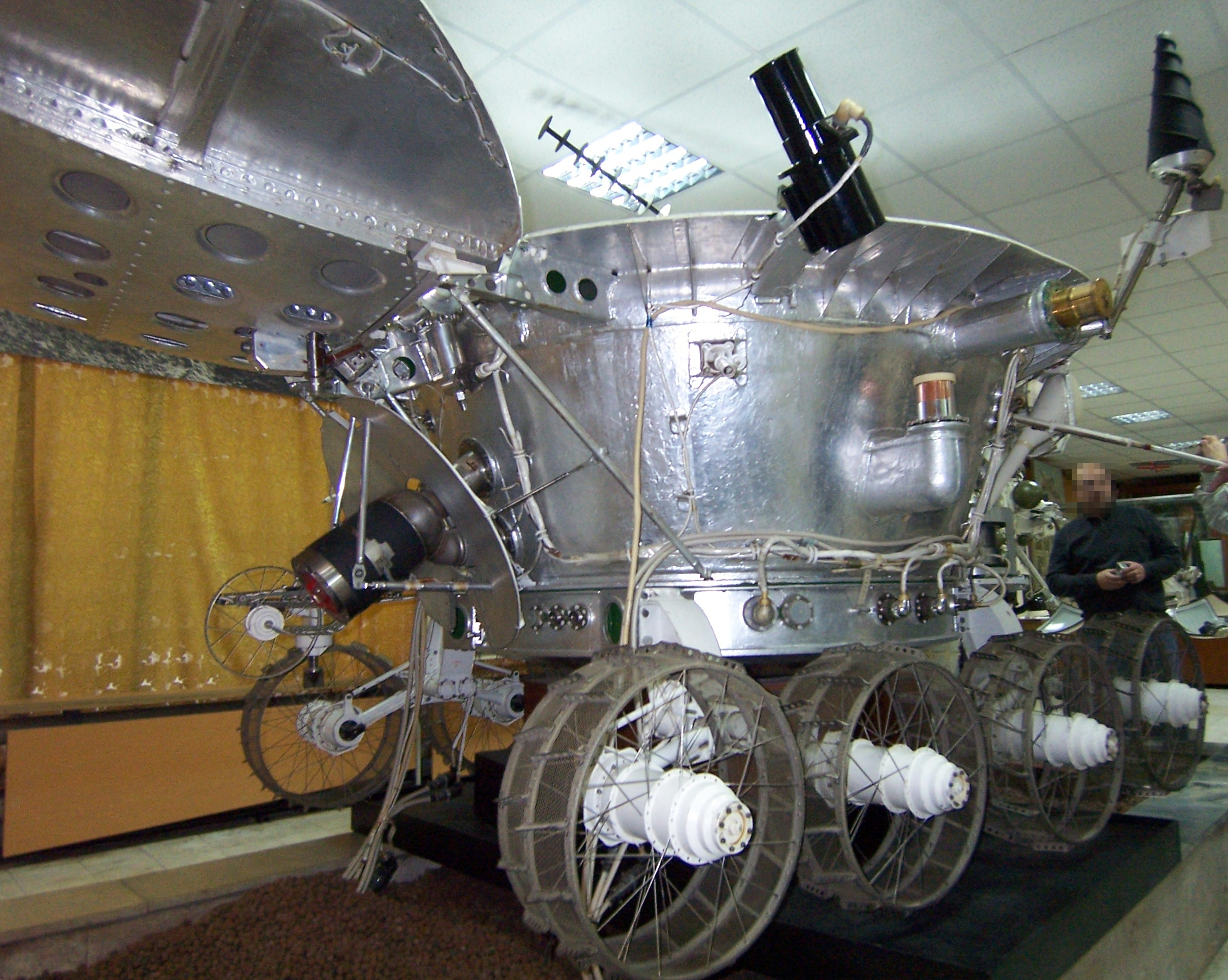
Vista lateral do Lunokhod 3.

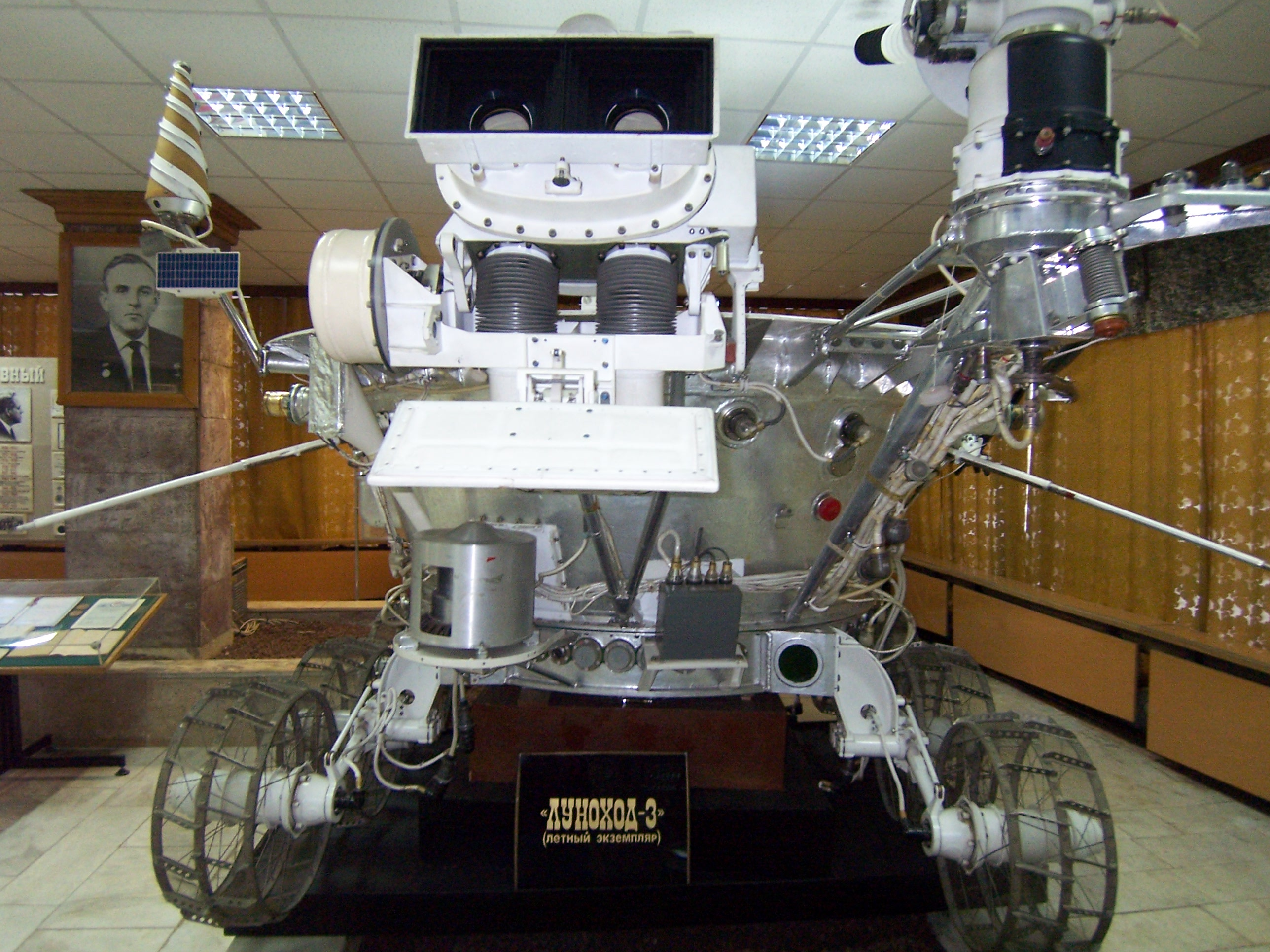
Vista frontal do Lunokhod 3.

Lunokhod 3, em russo: Луноход que significa aquele que anda na lua, (No. 8EL 205) foi a designação do terceiro veículo lunar do tipo rover destinado a descer na lua levados pela União Soviética como parte do programa Lunokhod. Fabricado em 1975 pelo escritório Lavochkin, ele era uma evolução natural dos seus predecessores: Lunokhod 1 e Lunokhod 2.

## Características
A diferença mais significativa em relação a seus antecessores era o sistema de câmeras e a disposição destas numa plataforma com possibilidade de elevação. Além disso, havia nesse modelo a possibilidade de transmissão simultânea para a Terra de imagens das duas câmeras. Esse par de câmeras estava montado numa estrutura rotativa, o que aumentava de forma significativa sua capacidade de alcance sem necessidade de uma aproximação maior. Ele também continha uma quantidade significativa de instrumentos científicos. Passou por todo o ciclo de testes em terra e estava pronto para a sua missão planejada para 1977, sob o nome de "Luna 25".

## Cancelamento
Os fatos que se seguiram no Programa espacial soviético no final dos anos 70 e início dos anos 80, incluindo mudanças de prioridade e a aposentadoria de vários cientistas importantes levaram ao cancelamento desse projeto, e o Lunokhod 3 acabou indo para um museu.